# Exetastes mongoliensis
Exetastes mongoliensis là một loài tò vò trong họ Ichneumonidae.